# Varásova
Varásova är ett berg i Grekland.   Det ligger i prefekturen Nomós Aitolías kai Akarnanías och regionen Västra Grekland, i den centrala delen av landet, 190 km väster om huvudstaden Aten. Toppen på Varásova är 917 meter över havet, eller 835 meter över den omgivande terrängen. Bredden vid basen är 8,0 km.
Terrängen runt Varásova är varierad. Havet är nära Varásova åt sydost. Runt Varásova är det ganska glesbefolkat, med 23 invånare per kvadratkilometer. Närmaste större samhälle är Patras, 17,9 km sydost om Varásova. 